# Douchy (Aisne)
Douchy – miejscowość i gmina we Francji, w regionie Hauts-de-France, w departamencie Aisne.
Według danych na styczeń 2014 roku gminę zamieszkiwały 153 osoby, a gęstość zaludnienia wynosiła 30,2 osób/km².